# Canthidium atomarium
Canthidium atomarium là một loài bọ cánh cứng trong họ Bọ hung (Scarabaeidae).